# Вайссауера тема
Те́ма Вайссауера — тема в шаховій композиції триходового і багатоходового жанру. Суть теми — між різноколірними лінійними фігурами, які стоять на одній лінії, знаходиться біла фігура, яка заважає тематичній лінійній фігурі контролювати поле на цій тематичній лінії, і тому білі змушують чорних ліквідувати цю фігуру, а потім при відході включити на тематичне поле тематичну лінійну фігуру.

## Історія
Ідею запропонував німецький шаховий композитор Герман Вайссауер (04.10.1920 — 02.08.2014).
В задачі із завданням у три або більше ходів дві лінійні фігури різних кольорів знаходяться на одній лінії, і між ними є тематичне поле, яке білим потрібно контролювати, щоб здійснити головний план. Досягненню мети заважає біла фігура, яка стоїть між різноколірними тематичними фігурами, й унеможливлює здійснення білими контролю, бо тематичне поле перекрито, і тоді білі змушують чорних знищити цю білу фігуру, проходить анігіляція (шахова тема). Після цього білі змушують чорну фігуру відступити, при цьому біла лінійна фігура включається на тематичне поле, і тепер білі проводять головний план атаки.
Ідея дістала назву — тема Вайссауера.
|   | a | b | c | d | e | f | g | h |   |
| 8 | e8 чорний кінь · b7 білий ферзь · c7 чорний пішак · h7 білий слон · d6 чорний пішак · f6 чорний слон · d5 білий пішак · e5 чорний король · f5 білий пішак · g5 чорний пішак · b4 біла тура · f4 чорний пішак · a3 білий король · b3 білий кінь · e3 білий слон · c2 чорний слон · g2 чорний ферзь · e1 білий кінь · f1 чорний кінь | e8 чорний кінь · b7 білий ферзь · c7 чорний пішак · h7 білий слон · d6 чорний пішак · f6 чорний слон · d5 білий пішак · e5 чорний король · f5 білий пішак · g5 чорний пішак · b4 біла тура · f4 чорний пішак · a3 білий король · b3 білий кінь · e3 білий слон · c2 чорний слон · g2 чорний ферзь · e1 білий кінь · f1 чорний кінь | e8 чорний кінь · b7 білий ферзь · c7 чорний пішак · h7 білий слон · d6 чорний пішак · f6 чорний слон · d5 білий пішак · e5 чорний король · f5 білий пішак · g5 чорний пішак · b4 біла тура · f4 чорний пішак · a3 білий король · b3 білий кінь · e3 білий слон · c2 чорний слон · g2 чорний ферзь · e1 білий кінь · f1 чорний кінь | e8 чорний кінь · b7 білий ферзь · c7 чорний пішак · h7 білий слон · d6 чорний пішак · f6 чорний слон · d5 білий пішак · e5 чорний король · f5 білий пішак · g5 чорний пішак · b4 біла тура · f4 чорний пішак · a3 білий король · b3 білий кінь · e3 білий слон · c2 чорний слон · g2 чорний ферзь · e1 білий кінь · f1 чорний кінь | e8 чорний кінь · b7 білий ферзь · c7 чорний пішак · h7 білий слон · d6 чорний пішак · f6 чорний слон · d5 білий пішак · e5 чорний король · f5 білий пішак · g5 чорний пішак · b4 біла тура · f4 чорний пішак · a3 білий король · b3 білий кінь · e3 білий слон · c2 чорний слон · g2 чорний ферзь · e1 білий кінь · f1 чорний кінь | e8 чорний кінь · b7 білий ферзь · c7 чорний пішак · h7 білий слон · d6 чорний пішак · f6 чорний слон · d5 білий пішак · e5 чорний король · f5 білий пішак · g5 чорний пішак · b4 біла тура · f4 чорний пішак · a3 білий король · b3 білий кінь · e3 білий слон · c2 чорний слон · g2 чорний ферзь · e1 білий кінь · f1 чорний кінь | e8 чорний кінь · b7 білий ферзь · c7 чорний пішак · h7 білий слон · d6 чорний пішак · f6 чорний слон · d5 білий пішак · e5 чорний король · f5 білий пішак · g5 чорний пішак · b4 біла тура · f4 чорний пішак · a3 білий король · b3 білий кінь · e3 білий слон · c2 чорний слон · g2 чорний ферзь · e1 білий кінь · f1 чорний кінь | e8 чорний кінь · b7 білий ферзь · c7 чорний пішак · h7 білий слон · d6 чорний пішак · f6 чорний слон · d5 білий пішак · e5 чорний король · f5 білий пішак · g5 чорний пішак · b4 біла тура · f4 чорний пішак · a3 білий король · b3 білий кінь · e3 білий слон · c2 чорний слон · g2 чорний ферзь · e1 білий кінь · f1 чорний кінь | 8 |
| 7 | e8 чорний кінь · b7 білий ферзь · c7 чорний пішак · h7 білий слон · d6 чорний пішак · f6 чорний слон · d5 білий пішак · e5 чорний король · f5 білий пішак · g5 чорний пішак · b4 біла тура · f4 чорний пішак · a3 білий король · b3 білий кінь · e3 білий слон · c2 чорний слон · g2 чорний ферзь · e1 білий кінь · f1 чорний кінь | e8 чорний кінь · b7 білий ферзь · c7 чорний пішак · h7 білий слон · d6 чорний пішак · f6 чорний слон · d5 білий пішак · e5 чорний король · f5 білий пішак · g5 чорний пішак · b4 біла тура · f4 чорний пішак · a3 білий король · b3 білий кінь · e3 білий слон · c2 чорний слон · g2 чорний ферзь · e1 білий кінь · f1 чорний кінь | e8 чорний кінь · b7 білий ферзь · c7 чорний пішак · h7 білий слон · d6 чорний пішак · f6 чорний слон · d5 білий пішак · e5 чорний король · f5 білий пішак · g5 чорний пішак · b4 біла тура · f4 чорний пішак · a3 білий король · b3 білий кінь · e3 білий слон · c2 чорний слон · g2 чорний ферзь · e1 білий кінь · f1 чорний кінь | e8 чорний кінь · b7 білий ферзь · c7 чорний пішак · h7 білий слон · d6 чорний пішак · f6 чорний слон · d5 білий пішак · e5 чорний король · f5 білий пішак · g5 чорний пішак · b4 біла тура · f4 чорний пішак · a3 білий король · b3 білий кінь · e3 білий слон · c2 чорний слон · g2 чорний ферзь · e1 білий кінь · f1 чорний кінь | e8 чорний кінь · b7 білий ферзь · c7 чорний пішак · h7 білий слон · d6 чорний пішак · f6 чорний слон · d5 білий пішак · e5 чорний король · f5 білий пішак · g5 чорний пішак · b4 біла тура · f4 чорний пішак · a3 білий король · b3 білий кінь · e3 білий слон · c2 чорний слон · g2 чорний ферзь · e1 білий кінь · f1 чорний кінь | e8 чорний кінь · b7 білий ферзь · c7 чорний пішак · h7 білий слон · d6 чорний пішак · f6 чорний слон · d5 білий пішак · e5 чорний король · f5 білий пішак · g5 чорний пішак · b4 біла тура · f4 чорний пішак · a3 білий король · b3 білий кінь · e3 білий слон · c2 чорний слон · g2 чорний ферзь · e1 білий кінь · f1 чорний кінь | e8 чорний кінь · b7 білий ферзь · c7 чорний пішак · h7 білий слон · d6 чорний пішак · f6 чорний слон · d5 білий пішак · e5 чорний король · f5 білий пішак · g5 чорний пішак · b4 біла тура · f4 чорний пішак · a3 білий король · b3 білий кінь · e3 білий слон · c2 чорний слон · g2 чорний ферзь · e1 білий кінь · f1 чорний кінь | e8 чорний кінь · b7 білий ферзь · c7 чорний пішак · h7 білий слон · d6 чорний пішак · f6 чорний слон · d5 білий пішак · e5 чорний король · f5 білий пішак · g5 чорний пішак · b4 біла тура · f4 чорний пішак · a3 білий король · b3 білий кінь · e3 білий слон · c2 чорний слон · g2 чорний ферзь · e1 білий кінь · f1 чорний кінь | 7 |
| 6 | e8 чорний кінь · b7 білий ферзь · c7 чорний пішак · h7 білий слон · d6 чорний пішак · f6 чорний слон · d5 білий пішак · e5 чорний король · f5 білий пішак · g5 чорний пішак · b4 біла тура · f4 чорний пішак · a3 білий король · b3 білий кінь · e3 білий слон · c2 чорний слон · g2 чорний ферзь · e1 білий кінь · f1 чорний кінь | e8 чорний кінь · b7 білий ферзь · c7 чорний пішак · h7 білий слон · d6 чорний пішак · f6 чорний слон · d5 білий пішак · e5 чорний король · f5 білий пішак · g5 чорний пішак · b4 біла тура · f4 чорний пішак · a3 білий король · b3 білий кінь · e3 білий слон · c2 чорний слон · g2 чорний ферзь · e1 білий кінь · f1 чорний кінь | e8 чорний кінь · b7 білий ферзь · c7 чорний пішак · h7 білий слон · d6 чорний пішак · f6 чорний слон · d5 білий пішак · e5 чорний король · f5 білий пішак · g5 чорний пішак · b4 біла тура · f4 чорний пішак · a3 білий король · b3 білий кінь · e3 білий слон · c2 чорний слон · g2 чорний ферзь · e1 білий кінь · f1 чорний кінь | e8 чорний кінь · b7 білий ферзь · c7 чорний пішак · h7 білий слон · d6 чорний пішак · f6 чорний слон · d5 білий пішак · e5 чорний король · f5 білий пішак · g5 чорний пішак · b4 біла тура · f4 чорний пішак · a3 білий король · b3 білий кінь · e3 білий слон · c2 чорний слон · g2 чорний ферзь · e1 білий кінь · f1 чорний кінь | e8 чорний кінь · b7 білий ферзь · c7 чорний пішак · h7 білий слон · d6 чорний пішак · f6 чорний слон · d5 білий пішак · e5 чорний король · f5 білий пішак · g5 чорний пішак · b4 біла тура · f4 чорний пішак · a3 білий король · b3 білий кінь · e3 білий слон · c2 чорний слон · g2 чорний ферзь · e1 білий кінь · f1 чорний кінь | e8 чорний кінь · b7 білий ферзь · c7 чорний пішак · h7 білий слон · d6 чорний пішак · f6 чорний слон · d5 білий пішак · e5 чорний король · f5 білий пішак · g5 чорний пішак · b4 біла тура · f4 чорний пішак · a3 білий король · b3 білий кінь · e3 білий слон · c2 чорний слон · g2 чорний ферзь · e1 білий кінь · f1 чорний кінь | e8 чорний кінь · b7 білий ферзь · c7 чорний пішак · h7 білий слон · d6 чорний пішак · f6 чорний слон · d5 білий пішак · e5 чорний король · f5 білий пішак · g5 чорний пішак · b4 біла тура · f4 чорний пішак · a3 білий король · b3 білий кінь · e3 білий слон · c2 чорний слон · g2 чорний ферзь · e1 білий кінь · f1 чорний кінь | e8 чорний кінь · b7 білий ферзь · c7 чорний пішак · h7 білий слон · d6 чорний пішак · f6 чорний слон · d5 білий пішак · e5 чорний король · f5 білий пішак · g5 чорний пішак · b4 біла тура · f4 чорний пішак · a3 білий король · b3 білий кінь · e3 білий слон · c2 чорний слон · g2 чорний ферзь · e1 білий кінь · f1 чорний кінь | 6 |
| 5 | e8 чорний кінь · b7 білий ферзь · c7 чорний пішак · h7 білий слон · d6 чорний пішак · f6 чорний слон · d5 білий пішак · e5 чорний король · f5 білий пішак · g5 чорний пішак · b4 біла тура · f4 чорний пішак · a3 білий король · b3 білий кінь · e3 білий слон · c2 чорний слон · g2 чорний ферзь · e1 білий кінь · f1 чорний кінь | e8 чорний кінь · b7 білий ферзь · c7 чорний пішак · h7 білий слон · d6 чорний пішак · f6 чорний слон · d5 білий пішак · e5 чорний король · f5 білий пішак · g5 чорний пішак · b4 біла тура · f4 чорний пішак · a3 білий король · b3 білий кінь · e3 білий слон · c2 чорний слон · g2 чорний ферзь · e1 білий кінь · f1 чорний кінь | e8 чорний кінь · b7 білий ферзь · c7 чорний пішак · h7 білий слон · d6 чорний пішак · f6 чорний слон · d5 білий пішак · e5 чорний король · f5 білий пішак · g5 чорний пішак · b4 біла тура · f4 чорний пішак · a3 білий король · b3 білий кінь · e3 білий слон · c2 чорний слон · g2 чорний ферзь · e1 білий кінь · f1 чорний кінь | e8 чорний кінь · b7 білий ферзь · c7 чорний пішак · h7 білий слон · d6 чорний пішак · f6 чорний слон · d5 білий пішак · e5 чорний король · f5 білий пішак · g5 чорний пішак · b4 біла тура · f4 чорний пішак · a3 білий король · b3 білий кінь · e3 білий слон · c2 чорний слон · g2 чорний ферзь · e1 білий кінь · f1 чорний кінь | e8 чорний кінь · b7 білий ферзь · c7 чорний пішак · h7 білий слон · d6 чорний пішак · f6 чорний слон · d5 білий пішак · e5 чорний король · f5 білий пішак · g5 чорний пішак · b4 біла тура · f4 чорний пішак · a3 білий король · b3 білий кінь · e3 білий слон · c2 чорний слон · g2 чорний ферзь · e1 білий кінь · f1 чорний кінь | e8 чорний кінь · b7 білий ферзь · c7 чорний пішак · h7 білий слон · d6 чорний пішак · f6 чорний слон · d5 білий пішак · e5 чорний король · f5 білий пішак · g5 чорний пішак · b4 біла тура · f4 чорний пішак · a3 білий король · b3 білий кінь · e3 білий слон · c2 чорний слон · g2 чорний ферзь · e1 білий кінь · f1 чорний кінь | e8 чорний кінь · b7 білий ферзь · c7 чорний пішак · h7 білий слон · d6 чорний пішак · f6 чорний слон · d5 білий пішак · e5 чорний король · f5 білий пішак · g5 чорний пішак · b4 біла тура · f4 чорний пішак · a3 білий король · b3 білий кінь · e3 білий слон · c2 чорний слон · g2 чорний ферзь · e1 білий кінь · f1 чорний кінь | e8 чорний кінь · b7 білий ферзь · c7 чорний пішак · h7 білий слон · d6 чорний пішак · f6 чорний слон · d5 білий пішак · e5 чорний король · f5 білий пішак · g5 чорний пішак · b4 біла тура · f4 чорний пішак · a3 білий король · b3 білий кінь · e3 білий слон · c2 чорний слон · g2 чорний ферзь · e1 білий кінь · f1 чорний кінь | 5 |
| 4 | e8 чорний кінь · b7 білий ферзь · c7 чорний пішак · h7 білий слон · d6 чорний пішак · f6 чорний слон · d5 білий пішак · e5 чорний король · f5 білий пішак · g5 чорний пішак · b4 біла тура · f4 чорний пішак · a3 білий король · b3 білий кінь · e3 білий слон · c2 чорний слон · g2 чорний ферзь · e1 білий кінь · f1 чорний кінь | e8 чорний кінь · b7 білий ферзь · c7 чорний пішак · h7 білий слон · d6 чорний пішак · f6 чорний слон · d5 білий пішак · e5 чорний король · f5 білий пішак · g5 чорний пішак · b4 біла тура · f4 чорний пішак · a3 білий король · b3 білий кінь · e3 білий слон · c2 чорний слон · g2 чорний ферзь · e1 білий кінь · f1 чорний кінь | e8 чорний кінь · b7 білий ферзь · c7 чорний пішак · h7 білий слон · d6 чорний пішак · f6 чорний слон · d5 білий пішак · e5 чорний король · f5 білий пішак · g5 чорний пішак · b4 біла тура · f4 чорний пішак · a3 білий король · b3 білий кінь · e3 білий слон · c2 чорний слон · g2 чорний ферзь · e1 білий кінь · f1 чорний кінь | e8 чорний кінь · b7 білий ферзь · c7 чорний пішак · h7 білий слон · d6 чорний пішак · f6 чорний слон · d5 білий пішак · e5 чорний король · f5 білий пішак · g5 чорний пішак · b4 біла тура · f4 чорний пішак · a3 білий король · b3 білий кінь · e3 білий слон · c2 чорний слон · g2 чорний ферзь · e1 білий кінь · f1 чорний кінь | e8 чорний кінь · b7 білий ферзь · c7 чорний пішак · h7 білий слон · d6 чорний пішак · f6 чорний слон · d5 білий пішак · e5 чорний король · f5 білий пішак · g5 чорний пішак · b4 біла тура · f4 чорний пішак · a3 білий король · b3 білий кінь · e3 білий слон · c2 чорний слон · g2 чорний ферзь · e1 білий кінь · f1 чорний кінь | e8 чорний кінь · b7 білий ферзь · c7 чорний пішак · h7 білий слон · d6 чорний пішак · f6 чорний слон · d5 білий пішак · e5 чорний король · f5 білий пішак · g5 чорний пішак · b4 біла тура · f4 чорний пішак · a3 білий король · b3 білий кінь · e3 білий слон · c2 чорний слон · g2 чорний ферзь · e1 білий кінь · f1 чорний кінь | e8 чорний кінь · b7 білий ферзь · c7 чорний пішак · h7 білий слон · d6 чорний пішак · f6 чорний слон · d5 білий пішак · e5 чорний король · f5 білий пішак · g5 чорний пішак · b4 біла тура · f4 чорний пішак · a3 білий король · b3 білий кінь · e3 білий слон · c2 чорний слон · g2 чорний ферзь · e1 білий кінь · f1 чорний кінь | e8 чорний кінь · b7 білий ферзь · c7 чорний пішак · h7 білий слон · d6 чорний пішак · f6 чорний слон · d5 білий пішак · e5 чорний король · f5 білий пішак · g5 чорний пішак · b4 біла тура · f4 чорний пішак · a3 білий король · b3 білий кінь · e3 білий слон · c2 чорний слон · g2 чорний ферзь · e1 білий кінь · f1 чорний кінь | 4 |
| 3 | e8 чорний кінь · b7 білий ферзь · c7 чорний пішак · h7 білий слон · d6 чорний пішак · f6 чорний слон · d5 білий пішак · e5 чорний король · f5 білий пішак · g5 чорний пішак · b4 біла тура · f4 чорний пішак · a3 білий король · b3 білий кінь · e3 білий слон · c2 чорний слон · g2 чорний ферзь · e1 білий кінь · f1 чорний кінь | e8 чорний кінь · b7 білий ферзь · c7 чорний пішак · h7 білий слон · d6 чорний пішак · f6 чорний слон · d5 білий пішак · e5 чорний король · f5 білий пішак · g5 чорний пішак · b4 біла тура · f4 чорний пішак · a3 білий король · b3 білий кінь · e3 білий слон · c2 чорний слон · g2 чорний ферзь · e1 білий кінь · f1 чорний кінь | e8 чорний кінь · b7 білий ферзь · c7 чорний пішак · h7 білий слон · d6 чорний пішак · f6 чорний слон · d5 білий пішак · e5 чорний король · f5 білий пішак · g5 чорний пішак · b4 біла тура · f4 чорний пішак · a3 білий король · b3 білий кінь · e3 білий слон · c2 чорний слон · g2 чорний ферзь · e1 білий кінь · f1 чорний кінь | e8 чорний кінь · b7 білий ферзь · c7 чорний пішак · h7 білий слон · d6 чорний пішак · f6 чорний слон · d5 білий пішак · e5 чорний король · f5 білий пішак · g5 чорний пішак · b4 біла тура · f4 чорний пішак · a3 білий король · b3 білий кінь · e3 білий слон · c2 чорний слон · g2 чорний ферзь · e1 білий кінь · f1 чорний кінь | e8 чорний кінь · b7 білий ферзь · c7 чорний пішак · h7 білий слон · d6 чорний пішак · f6 чорний слон · d5 білий пішак · e5 чорний король · f5 білий пішак · g5 чорний пішак · b4 біла тура · f4 чорний пішак · a3 білий король · b3 білий кінь · e3 білий слон · c2 чорний слон · g2 чорний ферзь · e1 білий кінь · f1 чорний кінь | e8 чорний кінь · b7 білий ферзь · c7 чорний пішак · h7 білий слон · d6 чорний пішак · f6 чорний слон · d5 білий пішак · e5 чорний король · f5 білий пішак · g5 чорний пішак · b4 біла тура · f4 чорний пішак · a3 білий король · b3 білий кінь · e3 білий слон · c2 чорний слон · g2 чорний ферзь · e1 білий кінь · f1 чорний кінь | e8 чорний кінь · b7 білий ферзь · c7 чорний пішак · h7 білий слон · d6 чорний пішак · f6 чорний слон · d5 білий пішак · e5 чорний король · f5 білий пішак · g5 чорний пішак · b4 біла тура · f4 чорний пішак · a3 білий король · b3 білий кінь · e3 білий слон · c2 чорний слон · g2 чорний ферзь · e1 білий кінь · f1 чорний кінь | e8 чорний кінь · b7 білий ферзь · c7 чорний пішак · h7 білий слон · d6 чорний пішак · f6 чорний слон · d5 білий пішак · e5 чорний король · f5 білий пішак · g5 чорний пішак · b4 біла тура · f4 чорний пішак · a3 білий король · b3 білий кінь · e3 білий слон · c2 чорний слон · g2 чорний ферзь · e1 білий кінь · f1 чорний кінь | 3 |
| 2 | e8 чорний кінь · b7 білий ферзь · c7 чорний пішак · h7 білий слон · d6 чорний пішак · f6 чорний слон · d5 білий пішак · e5 чорний король · f5 білий пішак · g5 чорний пішак · b4 біла тура · f4 чорний пішак · a3 білий король · b3 білий кінь · e3 білий слон · c2 чорний слон · g2 чорний ферзь · e1 білий кінь · f1 чорний кінь | e8 чорний кінь · b7 білий ферзь · c7 чорний пішак · h7 білий слон · d6 чорний пішак · f6 чорний слон · d5 білий пішак · e5 чорний король · f5 білий пішак · g5 чорний пішак · b4 біла тура · f4 чорний пішак · a3 білий король · b3 білий кінь · e3 білий слон · c2 чорний слон · g2 чорний ферзь · e1 білий кінь · f1 чорний кінь | e8 чорний кінь · b7 білий ферзь · c7 чорний пішак · h7 білий слон · d6 чорний пішак · f6 чорний слон · d5 білий пішак · e5 чорний король · f5 білий пішак · g5 чорний пішак · b4 біла тура · f4 чорний пішак · a3 білий король · b3 білий кінь · e3 білий слон · c2 чорний слон · g2 чорний ферзь · e1 білий кінь · f1 чорний кінь | e8 чорний кінь · b7 білий ферзь · c7 чорний пішак · h7 білий слон · d6 чорний пішак · f6 чорний слон · d5 білий пішак · e5 чорний король · f5 білий пішак · g5 чорний пішак · b4 біла тура · f4 чорний пішак · a3 білий король · b3 білий кінь · e3 білий слон · c2 чорний слон · g2 чорний ферзь · e1 білий кінь · f1 чорний кінь | e8 чорний кінь · b7 білий ферзь · c7 чорний пішак · h7 білий слон · d6 чорний пішак · f6 чорний слон · d5 білий пішак · e5 чорний король · f5 білий пішак · g5 чорний пішак · b4 біла тура · f4 чорний пішак · a3 білий король · b3 білий кінь · e3 білий слон · c2 чорний слон · g2 чорний ферзь · e1 білий кінь · f1 чорний кінь | e8 чорний кінь · b7 білий ферзь · c7 чорний пішак · h7 білий слон · d6 чорний пішак · f6 чорний слон · d5 білий пішак · e5 чорний король · f5 білий пішак · g5 чорний пішак · b4 біла тура · f4 чорний пішак · a3 білий король · b3 білий кінь · e3 білий слон · c2 чорний слон · g2 чорний ферзь · e1 білий кінь · f1 чорний кінь | e8 чорний кінь · b7 білий ферзь · c7 чорний пішак · h7 білий слон · d6 чорний пішак · f6 чорний слон · d5 білий пішак · e5 чорний король · f5 білий пішак · g5 чорний пішак · b4 біла тура · f4 чорний пішак · a3 білий король · b3 білий кінь · e3 білий слон · c2 чорний слон · g2 чорний ферзь · e1 білий кінь · f1 чорний кінь | e8 чорний кінь · b7 білий ферзь · c7 чорний пішак · h7 білий слон · d6 чорний пішак · f6 чорний слон · d5 білий пішак · e5 чорний король · f5 білий пішак · g5 чорний пішак · b4 біла тура · f4 чорний пішак · a3 білий король · b3 білий кінь · e3 білий слон · c2 чорний слон · g2 чорний ферзь · e1 білий кінь · f1 чорний кінь | 2 |
| 1 | e8 чорний кінь · b7 білий ферзь · c7 чорний пішак · h7 білий слон · d6 чорний пішак · f6 чорний слон · d5 білий пішак · e5 чорний король · f5 білий пішак · g5 чорний пішак · b4 біла тура · f4 чорний пішак · a3 білий король · b3 білий кінь · e3 білий слон · c2 чорний слон · g2 чорний ферзь · e1 білий кінь · f1 чорний кінь | e8 чорний кінь · b7 білий ферзь · c7 чорний пішак · h7 білий слон · d6 чорний пішак · f6 чорний слон · d5 білий пішак · e5 чорний король · f5 білий пішак · g5 чорний пішак · b4 біла тура · f4 чорний пішак · a3 білий король · b3 білий кінь · e3 білий слон · c2 чорний слон · g2 чорний ферзь · e1 білий кінь · f1 чорний кінь | e8 чорний кінь · b7 білий ферзь · c7 чорний пішак · h7 білий слон · d6 чорний пішак · f6 чорний слон · d5 білий пішак · e5 чорний король · f5 білий пішак · g5 чорний пішак · b4 біла тура · f4 чорний пішак · a3 білий король · b3 білий кінь · e3 білий слон · c2 чорний слон · g2 чорний ферзь · e1 білий кінь · f1 чорний кінь | e8 чорний кінь · b7 білий ферзь · c7 чорний пішак · h7 білий слон · d6 чорний пішак · f6 чорний слон · d5 білий пішак · e5 чорний король · f5 білий пішак · g5 чорний пішак · b4 біла тура · f4 чорний пішак · a3 білий король · b3 білий кінь · e3 білий слон · c2 чорний слон · g2 чорний ферзь · e1 білий кінь · f1 чорний кінь | e8 чорний кінь · b7 білий ферзь · c7 чорний пішак · h7 білий слон · d6 чорний пішак · f6 чорний слон · d5 білий пішак · e5 чорний король · f5 білий пішак · g5 чорний пішак · b4 біла тура · f4 чорний пішак · a3 білий король · b3 білий кінь · e3 білий слон · c2 чорний слон · g2 чорний ферзь · e1 білий кінь · f1 чорний кінь | e8 чорний кінь · b7 білий ферзь · c7 чорний пішак · h7 білий слон · d6 чорний пішак · f6 чорний слон · d5 білий пішак · e5 чорний король · f5 білий пішак · g5 чорний пішак · b4 біла тура · f4 чорний пішак · a3 білий король · b3 білий кінь · e3 білий слон · c2 чорний слон · g2 чорний ферзь · e1 білий кінь · f1 чорний кінь | e8 чорний кінь · b7 білий ферзь · c7 чорний пішак · h7 білий слон · d6 чорний пішак · f6 чорний слон · d5 білий пішак · e5 чорний король · f5 білий пішак · g5 чорний пішак · b4 біла тура · f4 чорний пішак · a3 білий король · b3 білий кінь · e3 білий слон · c2 чорний слон · g2 чорний ферзь · e1 білий кінь · f1 чорний кінь | e8 чорний кінь · b7 білий ферзь · c7 чорний пішак · h7 білий слон · d6 чорний пішак · f6 чорний слон · d5 білий пішак · e5 чорний король · f5 білий пішак · g5 чорний пішак · b4 біла тура · f4 чорний пішак · a3 білий король · b3 білий кінь · e3 білий слон · c2 чорний слон · g2 чорний ферзь · e1 білий кінь · f1 чорний кінь | 1 |
|   | a | b | c | d | e | f | g | h |   |

FEN: 4n3/1Qp4B/3p1b2/3PkPp1/1R3p2/KN2B3/2b3q1/4Nn2
1. Sa5! ~ 2. Sc6+ Kxd5 3. Qb5#
1. ... Qxd5 2. Sf3+ Qxf3 3. Sc4# (3. Bd4?)
1. ... Bxf5  2. Sd3+ Bxd3 3. Bd4# (3. Sc4?)